# Folker
Folker è il sesto album in studio da solista del cantante statunitense Paul Westerberg, pubblicato nel 2004.

## Tracce
1. Jingle – 1:28
2. Now I Wonder – 4:35
3. My Dad – 3:28
4. Lookin' Up in Heaven – 3:12
5. Anyway's All Right – 4:41
6. $100 Groom – 5:15
7. 23 Years Ago – 5:35
8. As Far as I Know – 3:03
9. What About Mine? – 3:43
10. How Can You Like Him? – 4:04
11. Breathe Some New Life – 5:30
12. Gun Shy – 3:14
13. Folk Star – 4:17